# Richard S. Ward
Richard Samuel Ward (* 1951) ist ein britischer mathematischer Physiker und Mathematiker.
Ward wurde 1977 an der University of Oxford bei Roger Penrose promoviert. und ist Professor für Mathematik an der University of Durham.
Er arbeitete mit Penrose über dessen Twistor-Theorie und allgemein exakt integrable Systeme in der Feldtheorie, zum Beispiel Monopole, Instantonen, Skyrmionen und topologische Solitonen. Er entwickelte eine nichtlineare Verallgemeinerung der Penrose-Transformation in der Twistor-Theorie, die er mit Michael Atiyah zur Beschreibung von Instantonen durch Vektorbündel über dem dreidimensionalen komplexen projektiven Raum verwendete.
Ward wurde 2005 Fellow der Royal Society. 1989 erhielt er den Whitehead-Preis.

## Schriften
- mit Raymond O. Wells Twistor geometry and field theory, Cambridge University Press 1990
- mit Nigel Hitchin, Graeme Segal Integrable systems : twistors, loop groups, and Riemann surfaces, Oxford, Clarendon Press 1999